# 聖靈教堂 (哥本哈根)

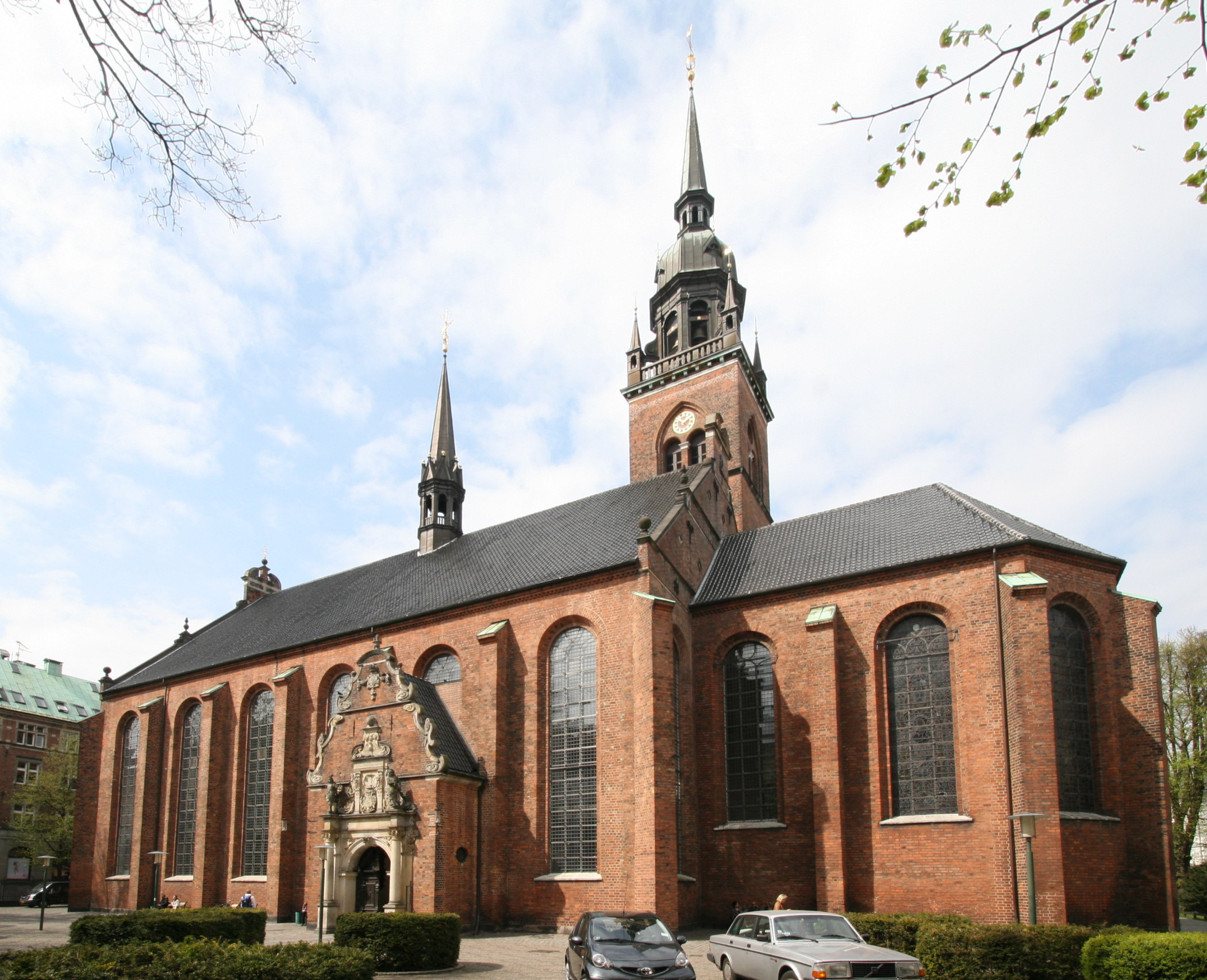

55°40′44″N 12°34′37″E / 55.6790°N 12.5769°E
聖靈教堂（丹麥語：Helligåndskirken）是位於丹麥哥本哈根的一座教堂，也是哥本哈根歷史最悠久的教堂之一。聖靈教堂的前身是一座修建於1296年的醫院。1469年，當時的丹麥國王將醫院改為修道院，後又改為教堂。1520年，教堂增築了尖塔。